# Щити-Новодвори
Щити-Новодвори (Щити-Новодворі, пол. Szczyty-Nowodwory) — село в Польщі, у гміні Орля Більського повіту Підляського воєводства. Населення — 105 осіб (2011).

## Історія
У минулому в селі існував фільварок. У 1975—1998 роках село належало до Білостоцького воєводства.

## Демографія
Демографічна структура станом на 31 березня 2011 року:
|          | Загалом | Допрацездатний вік | Працездатний вік | Постпрацездатний вік |
| -------- | ------- | ------------------ | ---------------- | -------------------- |
| Чоловіки | 55      | 12                 | 31               | 12                   |
| Жінки    | 50      | 5                  | 16               | 29                   |
| Разом    | 105     | 17                 | 47               | 41                   |

## Галерея

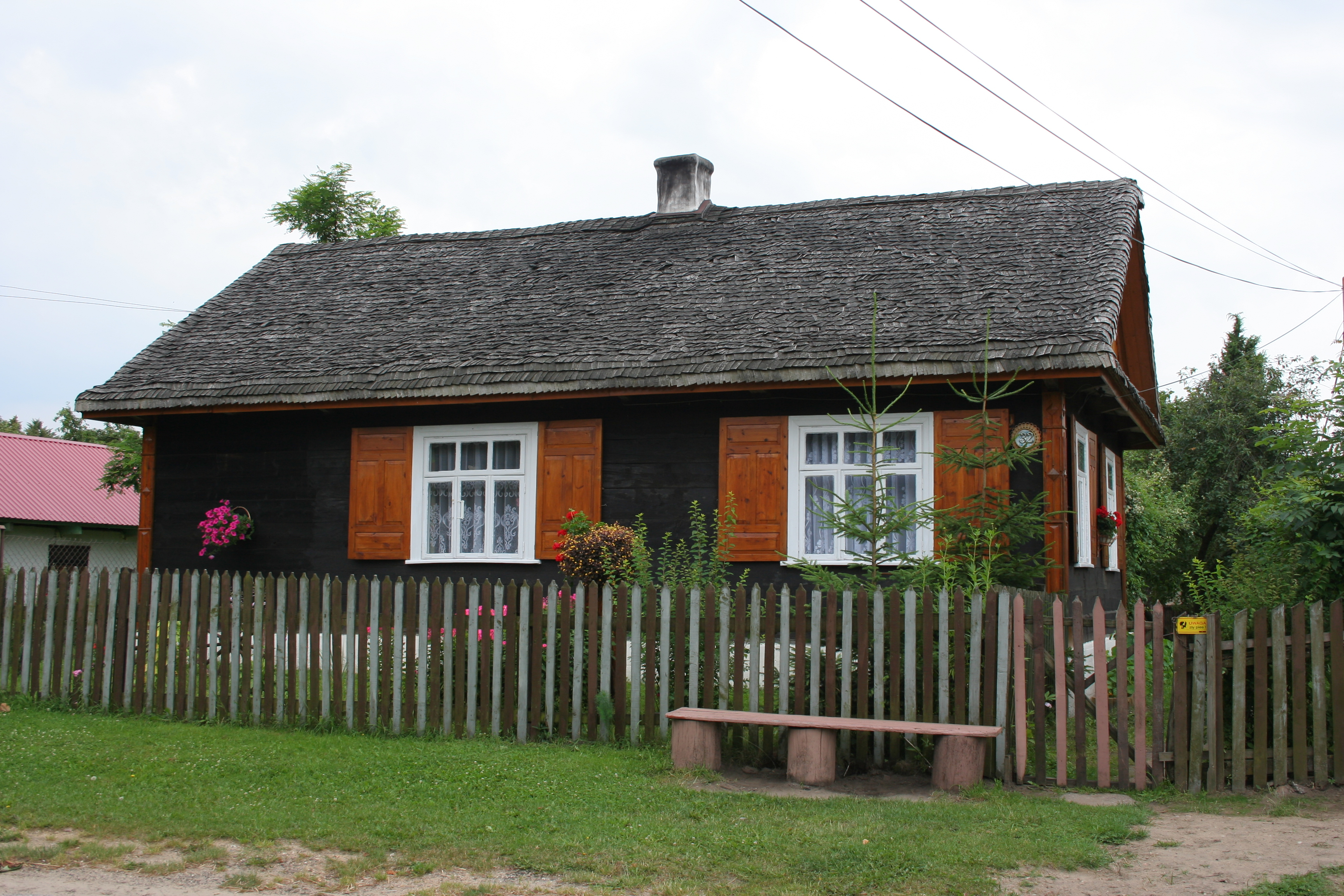
Дерев'яний дім